# East Sheen
East Sheen (más néven Sheen) egy külvárosi körzet London délnyugati részén, a 
Richmond upon Thames kerületben. Hosszú főutcáján üzletek, irodák, éttermek, kávézók, pubok és külvárosi szupermarketek találhatók, amely egyben Mortlake gazdasági központja is. A tömegközlekedéssel is jól megközelíthető kereskedelmi főút  az Upper Richmond Road
Richmondot köti össze Putney-val. Ennek az útnak a központi része a The Triangle - lényegében egy közlekedési sziget - ahol egy első- illetve második világháborús emlékmű, valamint egy mérföldkő helyezkedik el, amely City of Londontól jelzi a 10 mérföldes távolságot. A területet kiszolgáló Mortlake vasútállomás ettől 300 méterre északra található. Sheen alacsony és közepes épitésű épületek keverékével rendelkezik, parkjai és szabad terei vannak, beleértve a Richmond Park egy részét, amely a park egyik kapuján, a Sheen Gate-en keresztül érhető el.

## Nevének eredete
A Sheen név legkorábbi feljegyzett használata kb. 950-ben volt, akkor Sceon-nak írták amely fészert vagy menedéket jelent. A területet a 13. századtól Richmondtól külön jelölték ki, Mortlake déli uradalmaként.

## Története
East Sheen egy különálló falu volt, amely régen Mortlake fíliájához tartozott:
East-Sheen egy kellemes falucska ezen a plébánián, amely egy emelkedő felszínen található, jóval a folyó (Temze) szintje felett. Körülbelül kilencven házat tartalmaz. Itt van néhány impozáns villa és a Richmond-park közelsége, a természetes környezet szépsége nagyon vonzó.
A helyre a legkorábbi utalások - kifejezetten a jelenlegi földterületre, nem pedig Mortlake egyes részeire - a 13. századból lelhetők fel. A birtokot 1473-ban Michael Gaynsford és felesége eladták
William Welbeck londoni polgárnak és rövidárusnak, ami a Welbeckek tulajdonában volt egészen 1587-ig.
Ezután még számos alkalommal cserélt gazdát a birtok, majd 1840-ben a Metropolitan Police körzetébe került. A 17. és 18. században mindössze 15 attraktív kúria állt East Sheenben, kiterjedt területen. Ezeket a birtokokat a 19. század` közepétől kezdték feldarabolni, és sok nagy villa épült.
1892 és 1894 között Mortlake (beleértve East Sheent is) a kibővített Richmond (Municipal Borough of Richmond) városrész részét képezte. 1894-ben a közeli North Sheent polgári plébániaként hozták létre, elválasztották Mortlake-től és Richmond városi kerületében maradt. Mortlake fennmaradó részét (beleértve East Sheent is) áthelyezték Barnes városi körzetébe, amely 1932-ben a Municipal Borough of Barnes része lett. 1965-ben East Sheen bekerült Kew-be, amely Richmond városának többi részével csatlakozott Twickenham és Barnes városához, hogy megalakítsák Richmond upon Thames kerületet.

## Nevezetességek

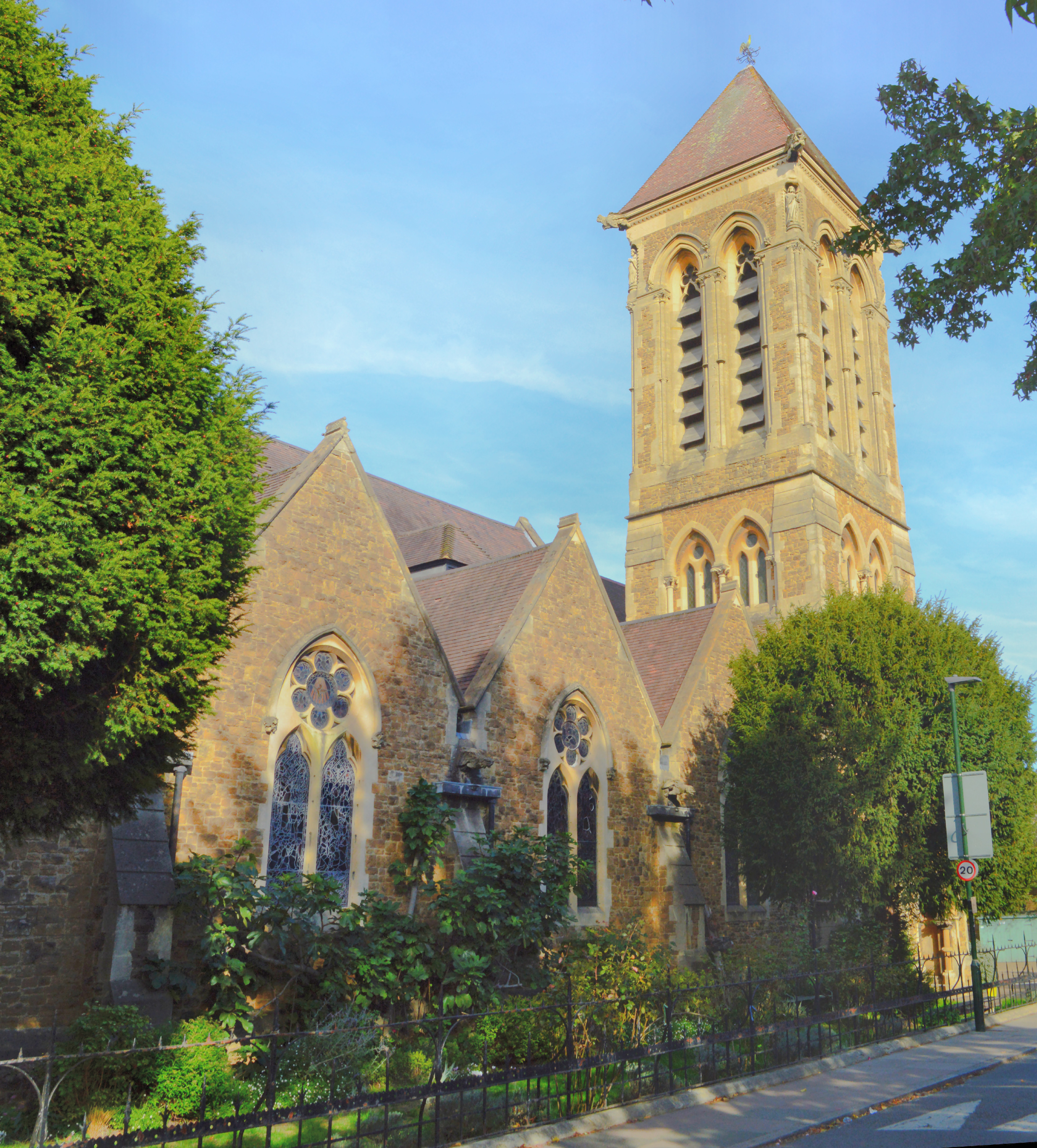
Christ Church, East Sheen

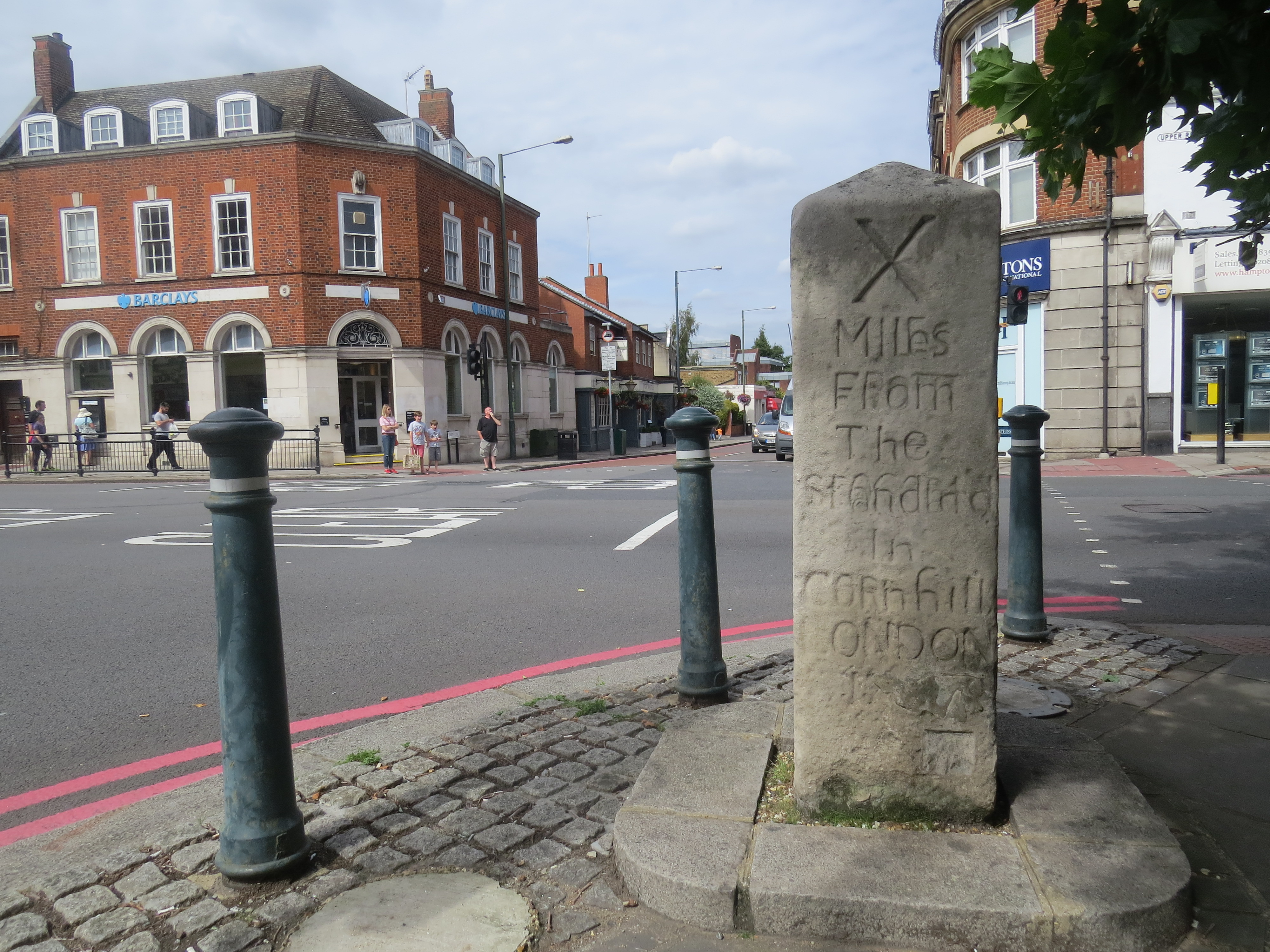
Régi mérföldkő East Sheen központjában

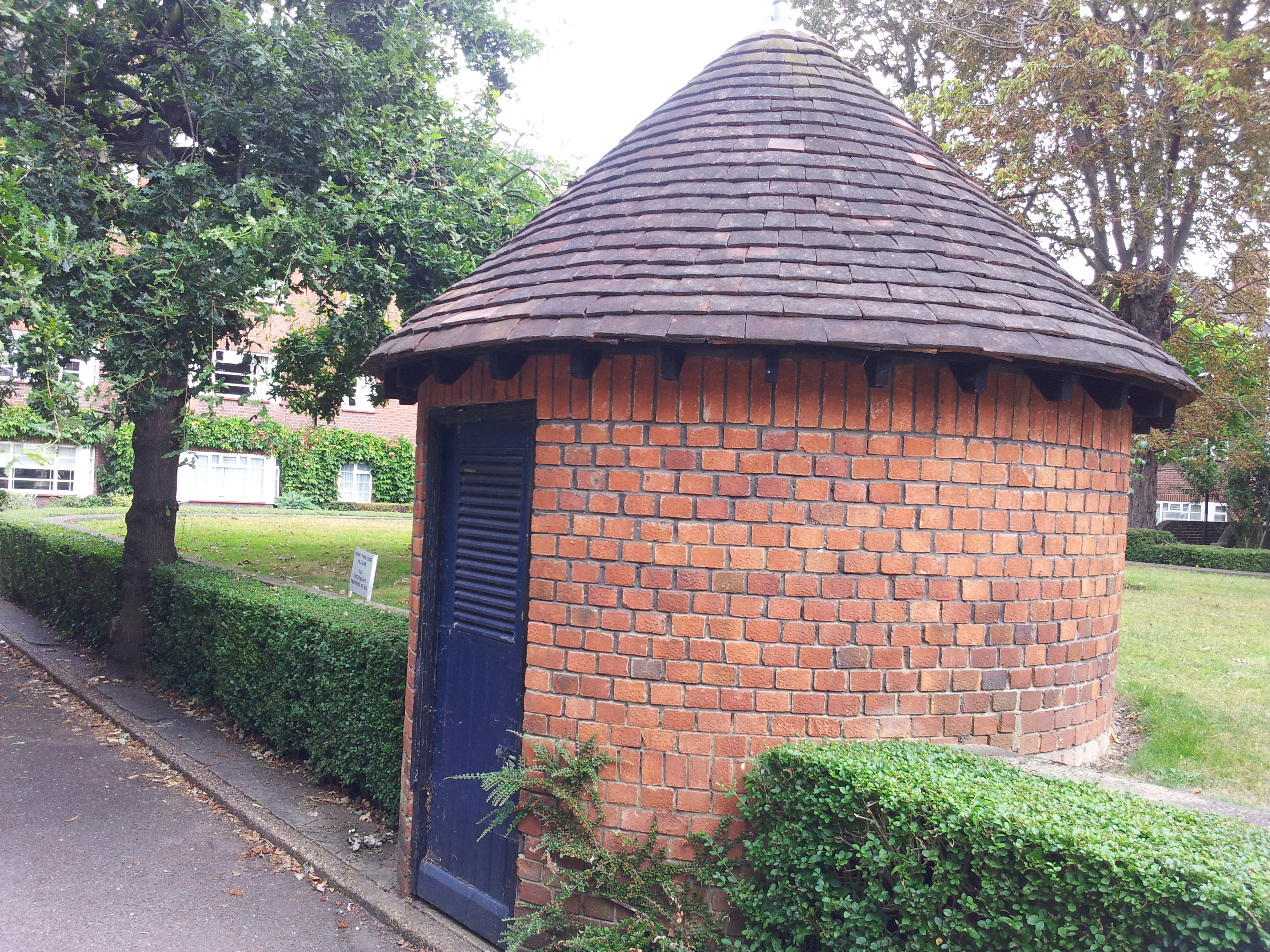
Légiriadó óvóhely bejárata a St Leonard's Courtnál

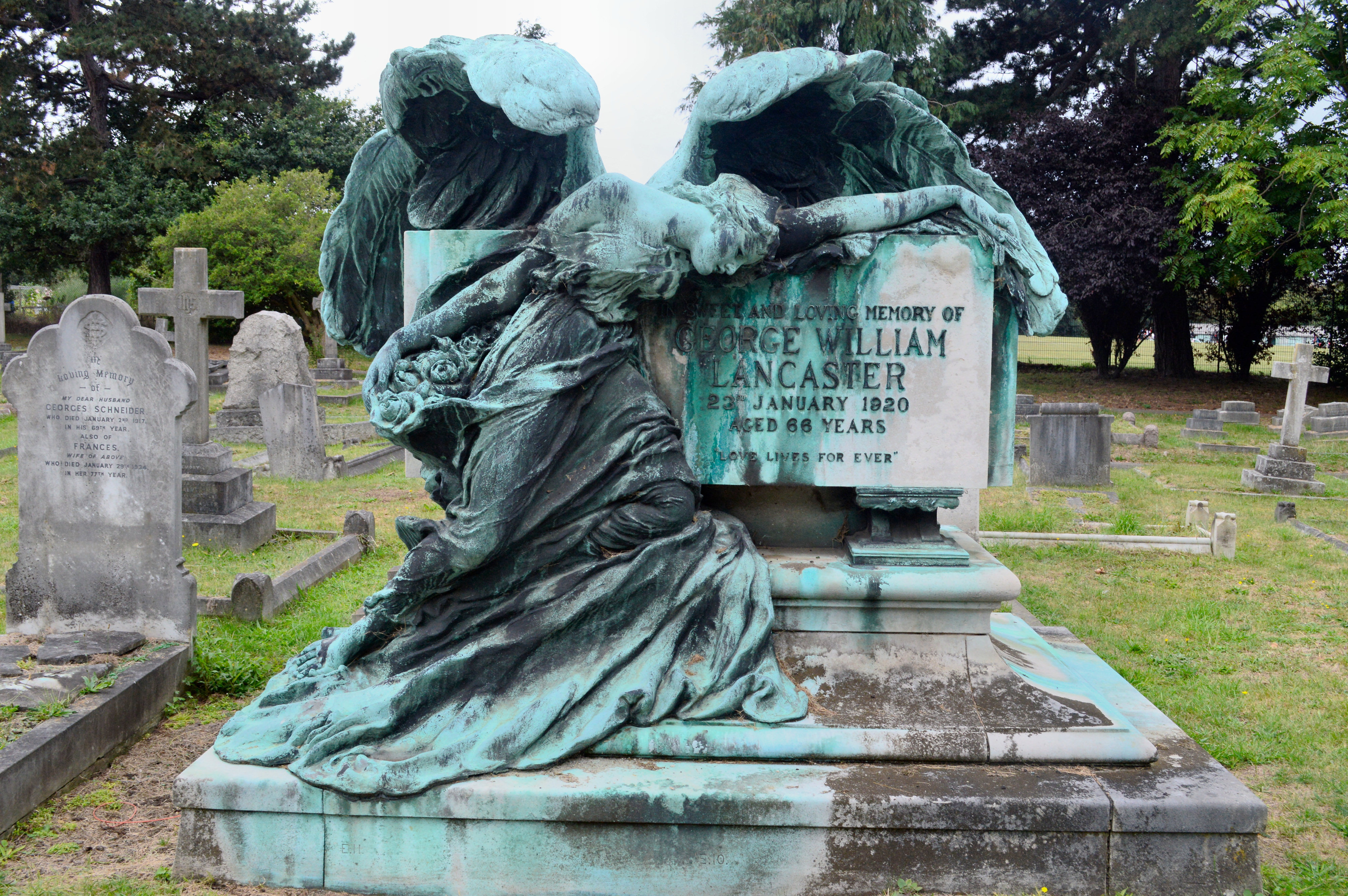
The Angel of Death (1922) - East Sheen Cemetery

### Christ Church, East Sheen
A Christchurch Road és a West Temple Sheen kereszteződésének közelében található Christ Church
temploma, melyet Arthur Blomfield építtette az 1860-as években, a Sheen Common bejáratánál lévő farm részeként. Eredetileg 1863 áprilisában tervezték megnyitni, a torony azonban röviddel a befejezés 
előtt összeomlott és újjá kellett építeni. A templom végül elkészült, és kilenc hónappal később, 
1864. január 13-án szentelték fel.

### All Saints Church, East Sheen
Az All Saints (Mindenszentek) temploma tagja az Anglikán Közösségnek és az anglikán egyháznak. 
A növekvő külváros kiszolgálására épült, az East Sheen Avenue és a Park Avenue találkozásánál.
A templom alapkövét 1928. október 28-án Elizabeth Bowes-Lyon
(aki akkor York hercegnője volt, később pedig Erzsébet királynő, az anyakirálynő) helyezte el. 
1929. Mindenszentek napján szentelték fel. 1963-ban tűz tönkretette a hajó nagy részét, majd a tetőt később újjáépítették.

### Egyéb figyelemreméltó műemlékek
- Mortlake és Sheen Lane világháborús áldozatainak emlékére emelt obeliszk.
- Egy 1751-ből származó mérföldkő East Sheen központjában, amely a 10 mérföldes (16 km-es) távolságot jelzi a  City of Londonban lévő Cornhilltől.[9]
- A St Leonard's Court tömbház mellett (Palmers Road - a Mortlake vasútállomástól néhányszáz méterre) fennmaradt egy légoltalmi óvóhely, illetve annak bejárata, amelyet a második világháborúra várva építettek. Az épitmény (Grade II fokozatú) védett műemlék.[1]
- East Sheen 1906-ban megnyitott temetőjében (East Sheen Cemetery) számos nevezetes ember nyugszik és több jelentős Grade II fokozatú emlékhely is található. A temető legjelentősebb emlékműve George William Lancaster síremléke, amely egy kőszarkofág felett síró angyalt ábrázoló bronzszobor. A halál angyala (The Angel of Death) című szobor Sydney March alkotása és az 1920-as évekből származik.[1]

## Nevezetes lakosok

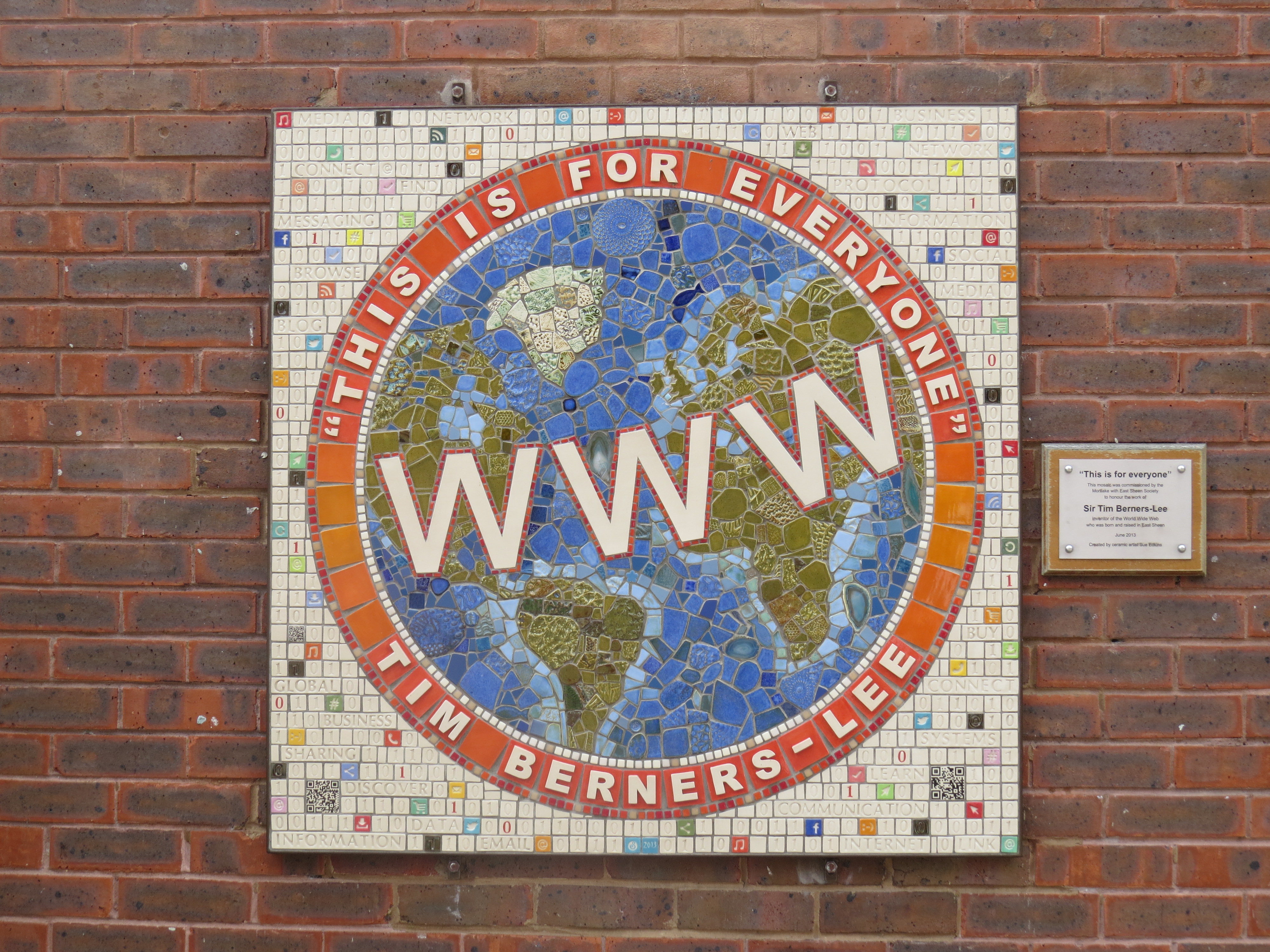
Mozaik Sir Tim Berners-Lee tiszteletére (2017)

- Sir Tim Berners-Lee (sz.1955), informatikus és a World Wide Web feltalálója East Sheenben nőtt fel és ott is járt általános Iskolába. Egy Sue Edkins mozaik-, kerámia- és textilművész által készített mozaikot helyeztek el 2013 júniusában, a  Sheen Lane Centerben  lévő könyvtár külső falán, hogy megemlékezzenek East Sheennel való kapcsolatáról.[10]

A mozaik melletti táblácskán, a következő szöveg olvasható:
Ez mindenkinek szól. Ezt a mozaikot a Mortlake / East Sheen Társaság rendelte meg a World Wide Web feltalálója Sir Tim Berners-Lee munkája tiszteletére, aki East Sheenben született és nőtt fel.
- Tom Hardy (sz.1977) brit színész, East Sheenben él.[11]

## Tömegközlekedés
A körzetet a Mortlake vasútállomás szolgálja ki, amely 300 méterrel északra található a központtól, 
és a Sheen Lane felől közelíthető meg. A követrkező Transport for London buszjáratok érintik a
környéket: a 33-as, 337-es, 493-as, a 969-es és az éjszakai N33-as.

## Fordítás
- Ez a szócikk részben vagy egészben  az   East Sheen című angol Wikipédia-szócikk fordításán alapul.  Az eredeti cikk szerkesztőit annak laptörténete sorolja fel. Ez a jelzés csupán a megfogalmazás eredetét és a szerzői jogokat jelzi, nem szolgál a cikkben szereplő információk forrásmegjelöléseként.